# Conservatorio Municipal de Música de Barcelona

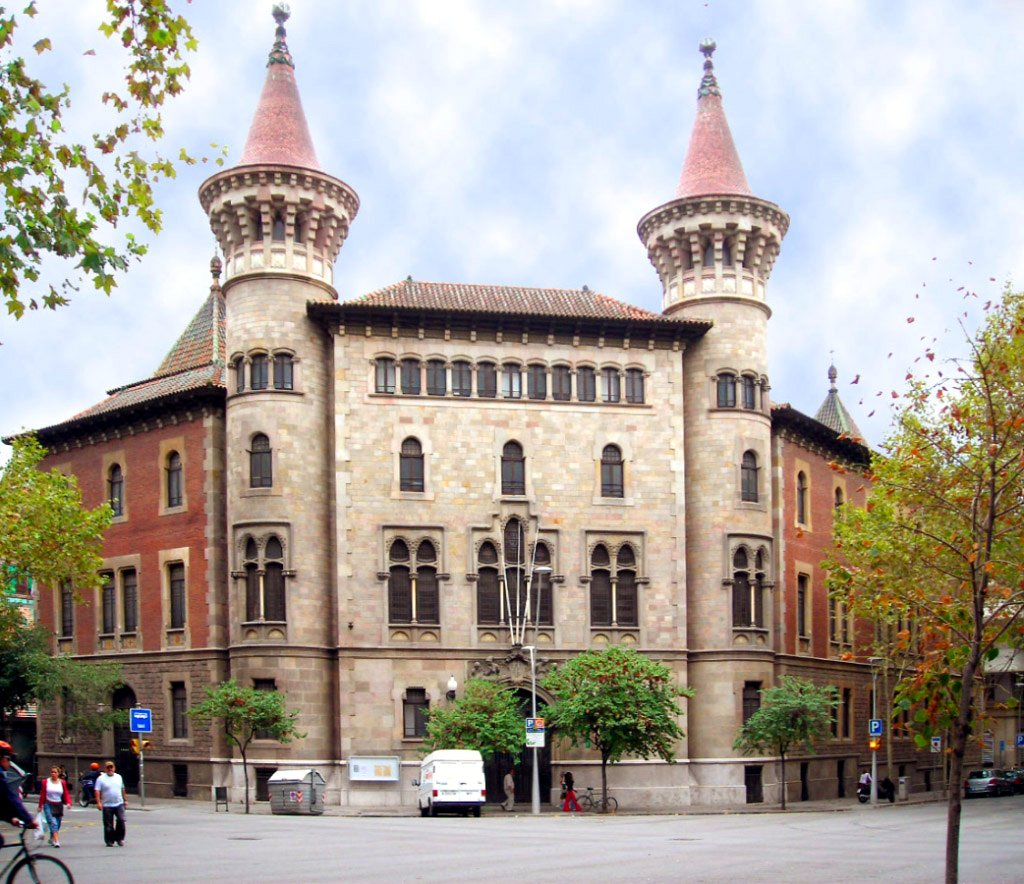
El edificio del conservatorio, obra de Antoni Falguera i Sivilla.

El Conservatorio Municipal de Música de Barcelona (en catalán y oficialmente, Conservatori Municipal de Música de Barcelona) es una institución docente dedicada a la educación musical, la titularidad de la cual la tiene el Ayuntamiento de Barcelona. 
Sus inicios se remontan al año 1886, cuando fue creada por la banda municipal de música de Barcelona como Escuela de Música con objeto de dotarse de nuevos músicos que entraran a formar parte, de manera parecida a cómo habían hecho otras ciudades igualmente dotadas de una banda, y que sentían la misma necesidad. 
Su primer director fue Josep Rodoreda hasta que en el año 1896 fue sustituido por Antoni Nicolau. En 1911 se creó el cargo de subdirector, que ocupó Enric Morera hasta el año 1935. En 1930, cuando se tuvo que elegir nuevo director, Lluís Millet -de tendencia más conservadora que Morera y candidato preferido del consistorio- pasó a ocupar el cargo, cosa que generó una notable polémica. 
Entretanto, en 1928 la institución se había instalado al chaflán de las calles Bruc y València. 
Millet dejó el cargo el año del final de la guerra civil española y al año siguiente lo sucedió Joan Baptista Lambert, que desempeñó el cargo hasta 1945. Fue en este periodo cuando pasó de ser Escuela de Música a Conservatorio y el último año de su mandato se implantó un plan de estudios nuevo, fundamentado en el decreto promulgado en 1942 que ordenaba los estudios de los conservatorios de todo el país. 
Al morir Lambert, Joaquín Zamacois aceptó el cargo, que desempeñó hasta el año 1965, periodo en el cual se hicieron contactos con otros conservatorios europeos, fueron invitados personajes importantes a nivel europeo, y se inauguraron tanto una cátedra de música antigua como el Museo de la Música de Barcelona. 
En 1952 recibió el nombramiento de subdirector Joan Pich y Santasusana, sucediendo a Zamacois de manera interina hasta el año 1968 y con nombramiento hasta el año 1977, ya en la época de los primeros ayuntamientos democráticos. En sintonía con los tiempos hizo importantes esfuerzos por regularizar la institución, así como por descentralizarla, dado que continuaba siendo -y continuaría siendo durante muchos años- la única institución de educación musical de carácter pública en la ciudad. Además, fue en su mandato cuando se implantó en este conservatorio -y en el resto del estado- el nuevo plan de estudios que emergía del decreto publicado el año 1966 y que debería regir la educación musical profesional en el Estado durante más de cuatro décadas. De cara a facilitar que los alumnos pudieran dar conciertos en su periodo de formación planificó la construcción del auditorio, pero lo inauguró Xavier Turull que había sido designado director en el año 1977. En este periodo tuvo una cierta estabilidad la orquesta de estudiantes, dirigida por Edmon Colomer, el Museo de la Música se trasladó a la Casa Quadras, y se dieron los primeros pasos para la creación de la biblioteca del conservatorio. Desavenencias con el ayuntamiento lo llevaron a dimitir el año 1982 y lo sucedió en primer lugar Maria Cateura y después Marçal Gols que llevó a cabo una importante renovación de estructuras, descentralizando, limitando la matrícula en determinados instrumentos, disminuyendo el profesorado en algunas especialidades e incentivando la matrícula en los instrumentos de cuerda. 
Pero no todo el mundo dentro de la institución entendió estas reformas, y dejó el cargo. Lo sustituyó primero Pilar Figueras y después Francesca Ruiz (1988-1997) y Carme Vilà. 
En el año 2001, cuando el Departamento de Educación de la Generalidad de Cataluña puso en funcionamiento la Escuela Superior de Música de Cataluña, el Conservatorio Superior Municipal de Música de Barcelona dejó de impartir los estudios de grado superior y, consiguientemente, cambió su nombre. Paralelamente, algunos profesores pasaron a impartir clases en la nueva institución.